# Westfield (Somerset)
Pour les articles homonymes, voir Westfield.
Westfield est une paroisse civile du Somerset, en Angleterre.